# Reduviidae
Reduviidae Latreille, 1807 су породица стеница (Heteroptera), велика и космополитска група.

## Опште одлике
Величина тела варира од само неколико милиметара до 40 mm. Тело је више мање издужено, понекад штапићастог облика. Сложене очи су веома велике, имају оцеле, осим неких аптериготних форми. Антене су четворочлане, понекад су и кончасте. Предње и средње тибије имају fossula spongiosa, која им помаже у хватању плена. Представници ове породице су предаторске врсте, називају их "пирати" или "assassian bugs". Имају стридулаторни апарат. Представници подпородице Triatominae су хематофагне врсте, односно сишу крв сисара и птица (неке од ових врста су вектори трипаносома).
Reduviidae живе на различитим терестричним стаништима, а најбројније су у тропским пределима. Неке врсте се повремено срећу и у пећинама, међутим то нису типичне пећинске врсте.
Према периоду активности делимо их на: дневне и ноћне. Вештачка светлост привлачи подједнако оба пола. Представници ове фамилије усмрћују плен убризгавањем пљувачке у тело помоћу стилета. Пљувачка пралише плен, изузев неких већих зглавкара, као на пример стоноге које су отпорне на дејство пљувачке.
Reduviidae оријенталне области, као Beharus lunatus Lepeletier & Serville, користе смолу дрвећа Agathis alba и Pinus merkusii, као клопку за плен. Стеница нанесе смолу на предње тибије и заузме положај на стаблу тако да се тело налази под одређеним углом, а често је глава окренута на доле. Испруже тибије и чекају док се неки мањи инсекти не залепе.

Неке од врста из породице Reduviidae које се срећу у Србији су:
- Rhynocoris annulatus (Linnaeus 1758)[5]
- Rhynocoris iracundus (Poda 1761)[6]
- Nagusta goedelii (Kolenati 1857)[7]
- Coranus contrarius Reuter 1881[8]
- Pygolampis bidentata (Goeze, 1778)[9]
- Oncocephalus squalidus (Rossi 1790)[10]
- Phymata crassipes (Fabricius 1775)[11]